# Історичний факультет МДУ
Історичний факультет (скор. істфак) — один із факультетів Московського державного університету. Створено у 1934 році на базі історико-філологічного факультету університету. Деканом факультету був Сергій Карпов (з 1995 до 2018 року).
Історичний факультет раніше був розташований у 1-му гуманітарному корпусі МДУ, де займав 4—6 поверхи. З початку 2008 року він перебуває у Першому навчальному корпусі.
Навчання на факультеті триває чотири роки (на вечірньому відділенні — п'ять років). З 2011 року вступ на історичний факультет МДУ здійснюється до бакалавра за програмою «інтегрований магістр», а також на бакалаврат і магістратуру для іноземців. З третього курсу студенти обирають спеціалізацію. Факультет видає науковий журнал «Вісник Московського університету. Серія 8. Історія».
Нині істфак складається з п'яти відділень: двох «споконвічних» (Відділення історії та Відділення історії та теорії мистецтва) та трьох новостворених (Відділення історії міжнародних відносин, Відділення історико-культурного туризму, Відділення історичної політології).